# Sex Pistols Boxed Set
Sex Pistols Boxed Set es una caja recopilatoria antológica sobre la carrera de la banda de punk rock Sex Pistols junto al cantante Johnny Rotten. Fue lanzada el 3 de junio del 2002. El conjunto se compone de tres CD y un folleto de 80 páginas.
El primer disco incluye Never Mind the Bollocks, el único álbum de estudio de la banda, en su totalidad, así como cuatro Lados B de la primera maqueta.
El segundo disco tiene versiones parciales de programa y tomas de estudio, de julio de 1976 a enero de 1977 y desde las sesiones de Never Mind the Bollocks. Este, junto al primer disco, incluye la mayor parte del material grabado mientras Johnny Rotten era el líder.
El tercer disco, se compone de material en vivo previamente inédito, está casi completamente formado por un show del 31 de agosto de 1976 en el Islington Screen en el Green Cinema. Los bonus tracks incluyen canciones nunca grabadas en estudio, "Understanding", "Flowers of Romance" y la legendaria versión en directo de "Belsen Was a Gas".

## Integridad
La caja recopilatoria incluye casi toda la producción conocida registrada por la banda mientras Johnny Rotten formaba parte de la misma. Hay algunas maquetas no incluidas, pero se las puede encontrar en el álbum bootleg Spunk y el relanzamiento de 1996 de Never Mind the Bollocks, Here's the Sex Pistols, el cual venía junto a Spunk/This Is Crap.

Aquí está una lista completa de todos los demos que faltan de la era de Johnny Rotten, no incluidas en la recopilación:

01) Pretty Vacant - Original Version (Dave Goodman Session 1, Denmark Studio & Riverside Studio 1976)

02) Lazy Sod (Dave Goodman Session 1, Denmark Studio y Riverside Studio 1976)

03) Satellite (Dave Goodman Session 1, Denmark Studio y Riverside Studio 1976)

04) Anarchy In The UK (Dave Goodman Session 1, Denmark Studio y Riverside Studio 1976)

05) Problems (Dave Goodman Session 3, Gooseberry Studios y Eden Studio, enero 1977)

06) Pretty Vacant (Dave Goodman Session 3, Gooseberry Studios y Eden Studio, enero 1977)

07) Liar (Dave Goodman Session 3, Gooseberry Studios y Eden Studio, enero 1977)

08) EMI (Dave Goodman Session 3, Gooseberry Studios y Eden Studio, enero 1977)

09) Submission - Demo #2 (Bill Price Album Session, Wessex Studio, junio 1977)
No se incluyó nada del material post-Johnny Rotten, mucho del cual se puede hallar en The Great Rock 'n' Roll Swindle. También cabe destacar que Sid Vicious, mientras que comúnmente se lo conoce como el bajista de los Sex Pistols, sólo participa en una de sesenta y cuatro pistas de esta caja.

## Listado de temas

### Discos 1: Pistas de estudio y primeras demos
1. "Holidays in the Sun" – 3:22
2. "Bodies" – 3:02
3. "No Feelings" – 2:51
4. "Liar" – 2:41
5. "God Save the Queen" – 3:20
6. "Problems" – 4:11
7. "Seventeen" – 2:02
8. "Anarchy in the U.K." – 3:31
9. "Submission" – 4:12
10. "Pretty Vacant" – 3:18
11. "New York" – 3:06
12. "EMI (Unlimited Edition)" – 3:13
13. "I Wanna Be Me" – 3:06
14. "No Feeling" (lado-b extra) – 2:47
15. "Did You No Wrong" – 3:09
16. "No Fun" (sin editar) – 6:56
17. "Satellite" – 4:01
18. "Problems" – 3:41
19. "Pretty Vacant" – 2:44
20. "No Feelings" – 6:53
  - Incluye la pista oculta "Anarchy in the UK" (instrumental)

- Pistas 1-12 se componen del álbum Never Mind The Bollocks Here's The Sex Pistols
- Pistas 13-17 son Lados-B
- Pistas 18-20 son demos grabados en las sesiones de los Majestic Studios en mayo de 1976.
- La pista oculta fue grabada en el Wessex Studio en diciembre de 1976

### Disco 2: Demos y rarezas
1. "Pretty Vacant"
2. "Submission"
3. "Anarchy in the U.K."
4. "Substitute"
5. "(Don't Give Me) No Lip"
6. "(I'm Not Your) Stepping Stone"
7. "Johnny B. Goode"
8. "Road Runner"
9. "Watcha Gonna Do About It?"
10. "Through My Eyes"
11. "Anarchy in the U.K."
12. "No Feelings" (instrumental)
13. "No Future"
14. "Liar"
15. "Problems"
16. "New York"
17. "God Save the Queen"
18. "Satellite"
19. "EMI"
20. "Seventeen"
21. "No Feelings"
22. "Submission" (version #1)
  - Incluyes la pista oculta "God Save the Queen" (instrumental)

- Pistas 1-2 son demos de la sesión de Denmark Street en julio de 1976.
- Pista 3 es una sesión de grabación en el Wessex Studio en octubre de 1976.
- Pistas 4-10 se han tomado de sesiones de ensayo en Wessex Studio, en octubre de 1976.
- Pistas 11 es la versión rechazada de la Anarquía en el Reino Unido para el sencillo de 7".
- Pistas 12-15 son sesiones demo de Manchester Square, en diciembre de 1976.
- Pistas 16-17 son grabaciones de los Estudios Gooseberry desde enero de 1977
- Pistas 18-22 son descartes de Never Mind The Bollocks Here's The Sex Pistols
- La pista oculta se grabó en Wessex Studio en diciembre de 1976

### Disco 3: En vivo en Screen on the Green ‘76, más rarezas en directo
1. "Anarchy in the U.K."
2. "I Wanna Be Me"
3. "Seventeen"
4. "New York"
5. "(Don't Give Me) No Lip"
6. "(I'm Not Your) Stepping Stone"
7. "Satellite"
8. "Submission"
9. "Liar"
10. "No Feelings"
11. "Substitute"
12. "Pretty Vacant"
13. "Problems"
14. "Did You No Wrong"
15. "No Fun"
16. "Understanding" (tema extra en vivo)
17. "Flowers Of Romance #1" (tema extra en vivo)
18. "Flowers Of Romance #2" (tema extra en vivo)
19. "Belsen Was a Gas" (tema en vivo)
  - Incluye la pista oculta "Pretty Vacant" (instrumental)

- Pistas 1-15: 29 de agosto de 1976 - Screen On The Green Cinema, Islington, R.U.
- Pistas 16: 3 de abril de 1976 - Nashville Rooms, London, R.U.
- Pistas 17: 29 de junio de 1976 - 100 Club, Londres, R.U.
- Pistas 18: 14 de agosto de 1976 - Barbarellas, Birmingham, R.U.
- Pistas 19: 10 de enero de 1978 - Longhorn Ballroom, Dallas, Estados Unidos
- La pista oculta fue grabada en el Wessex Studio, diciembre de 1976

## Personal
- Johnny Rotten - voz
- Steve Jones - guitarra eléctrica, bajo
- Glen Matlock - bajo disco uno, pistas 8, 13, 18-20; disco dos, pistas 1-17; disco tres, pistas 1-18
- Sid Vicious - bajo sólo en la versión en vivo de "Belsen Was A Gas"
- Paul Cook - batería